# Campionati italiani assoluti di atletica leggera 1907
I II campionati italiani assoluti di atletica leggera si sono tenuti a Roma, precisamente a Piazza di Siena, nel 1907. Vennero assegnati otto titoli in altrettante discipline, tutti in ambito maschile.
Rispetto alla precedente edizione, solo i 100 metri piani sono rimasti invariati. I 1500 metri piani sono stati sostituiti dai 1000 metri piani; i 20 km su strada hanno preso il posto dei 25 km e la marcia si è ridotta a 10 000 m (su pista) anziché 25 km su strada. i sono aggiunti i 400 metri piani, i 5000 metri piani, i 110 metri ostacoli e i 1500 metri marcia.
Durante la manifestazione Arturo Balestrieri batté il record italiano della marcia 10 000 metri con il tempo di 48'48"0.

## Risultati
| Specialità      | Oro                                            | Prestazione | Argento                                   | Prestazione | Bronzo                                        | Prestazione |
| 100 m           | Umberto Barozzi Ginnastica e Scherma Novara    | 11"7        | Giuseppe Tarella Sport Club Audace Torino | a 4 metri   | Giovanni Zeri Cristoforo Colombo Roma         | s/t         |
| 400 m           | Umberto Barozzi Ginnastica e Scherma Novara    | 54"0        | Giuseppe Tarella Sport Club Audace Torino | s/t         | Amleto Fanfani Unione Sportiva Fiorentina     | s/t         |
| 1000 m          | Massimo Cartasegna Sport Club Audace Torino    | 2'47"00     | Dorando Pietri La Patria Carpi            | a 15 metri  | Giovanni Ambrosetti Società Ginnastica Varese | s/t         |
| 5000 m          | Dorando Pietri La Patria Carpi                 | 16'27"1/5   | Marco Giordano Sport Club Audace Torino   | a 10 metri  | Ruggero Caporali Juventus Roma                | s/t         |
| 20 km           | Dorando Pietri La Patria Carpi                 | 1h06'27"    | Pericle Pagliani Società Podistica Lazio  | 1h09'17"    | Fortunato Zanti Post Resurgo Libertas Milano  | 1h09"52     |
| 110 m hs        | Giovanni Pinzi-Reynaud Società Ginnastica Roma | 21"1/5      | Cesare Lisarelli Brixia Brescia           | s/t         | Oreste Zaccagna Società Podistica Lazio       | s/t         |
| Marcia 1500 m   | Antonio Pittarello Sport Pedestre Padova       | 7'00"1/5    | Alberto Caniglia Virtus Roma              | s/t         | Luigi Di Castro Cristoforo Colombo Roma       | s/t         |
| Marcia 10 000 m | Arturo Balestrieri Virtus Roma                 | 48'48"0     | Antonio Pittarello Sport Pedestre Padova  | 50'14"0     | Enrico Fornari Cristoforo Colombo Roma        | s/t         |